# Wielka Brytania na Letnich Igrzyskach Olimpijskich 1960
Wielką Brytanię na Letnich Igrzyskach Olimpijskich 1960 reprezentowało 253 zawodników (206 mężczyzn i 47 kobiet). Był to 14 start reprezentacji Wielkiej Brytanii na letnich igrzyskach olimpijskich.

## Zdobyte medale
| Medal                | Zawodnik                                                                               | Konkurencja                            | Rezultat                                                       |
| Boks                 | Boks                                                                                   | Boks                                   | Boks                                                           |
| -------------------- | -------------------------------------------------------------------------------------- | -------------------------------------- | -------------------------------------------------------------- |
| Brąz                 | Richard McTaggart                                                                      | waga lekka                             | W półfinale przegrał z Polakiem Kazimierzem Paździorem 292:296 |
| Brąz                 | Jimmy Lloyd                                                                            | waga półśrednia                        | W półfinale przegrał z Włochem Nino Benvenutim 281:300         |
| Brąz                 | Willie Fisher                                                                          | waga lekkośrednia                      | W półfinale przegrał z Włochem Carmelo Bossim 294:296          |
| Jeździectwo          |                                                                                        |                                        |                                                                |
| Brąz                 | David Broome na koniu Sunslave                                                         | Skoki przez przeszkody - indywidualnie | 23,00                                                          |
| Lekkoatletyka        |                                                                                        |                                        |                                                                |
| Złoto                | Don Thompson                                                                           | chód na 50 kilometrów                  | 4:25:30,0                                                      |
| Srebro               | Dorothy Hyman                                                                          | bieg na 100 m kobiet                   | 11,43                                                          |
| Srebro               | Carole Quinton                                                                         | bieg na 80 metrów przez płotki         | 10,99                                                          |
| Srebro               | Dorothy Shirley                                                                        | skok wzwyż kobiet                      | 171 cm                                                         |
| Brąz                 | Peter Radford                                                                          | bieg na 100 m                          | 10,42                                                          |
| Brąz                 | Peter Radford David Jones David Segal Nick Whitehead                                   | sztafeta 4 razy 100 metrów             | 40,32                                                          |
| Brąz                 | Stan Vickers                                                                           | chód na 20 kilometrów                  | 1:34:56,4                                                      |
| Brąz                 | Dorothy Hyman                                                                          | bieg na 200 m                          | 24,82                                                          |
| Pływanie             |                                                                                        |                                        |                                                                |
| Złoto                | Anita Lonsbrough                                                                       | 200 metrów stylem klasycznym           | 2,49,5                                                         |
| Srebro               | Natalie Steward                                                                        | 100 metrów stylem grzbietowym          | 1:10,8                                                         |
| Brąz                 | Natalie Steward                                                                        | 100 metrów stylem dowolnym             | 1:03,1                                                         |
| Podnoszenie ciężarów |                                                                                        |                                        |                                                                |
| Brąz                 | Louis Martin                                                                           | kategoria wagowa do 90 kg              | 445 kg                                                         |
| Skoki do wody        |                                                                                        |                                        |                                                                |
| Brąz                 | Brian Phelps                                                                           | Wieża 10 metrowa                       | 157,13                                                         |
| Brąz                 | Elizabeth Ferris                                                                       | Trampolina 3 metrowa kobiet            | 139,09                                                         |
| Szermierka           |                                                                                        |                                        |                                                                |
| Srebro               | Allan Jay                                                                              | szpada indywidualnie                   | 5 wygranych walk i 2 przegrane                                 |
| Srebro               | Allan Jay Michael Howard John Pelling Henry Hoskyns Raymond Harrison Michael Alexander | szpada drużynowo                       | W finale przegrali z reprezentacją Włoch 5:9                   |